# LPHN1
Latrofilin-1 je protein koji je kod ljudi kodiran LPHN1 genom.
Ovaj protein je član latrofilinske familije G protein spregnutih receptora (GPCR). Latrofilini mogu da učestvuju u ćelijskoj adheziji i u prenosu signala. Endogeno proteolitičko razlaganje unutar cisteinom bogatog GPS (GPCR proteolizno mesto) domena proizvodi dve podjedinice (veliku ekstracelularnu N-terminalnu adhezionu jedinicu i podjedinicu koja je u znatno meri slična sa sekretinskom/kalcitoninskom familijom). Ovi domeni su nekovalentno vezani na ćelijskoj membrani. Latrofilin-1 vezuje neurotoksin iz venuma pauka crna udovica, alfa-latrotoksin.

## Literatura
- Südhof TC (2001). „alpha-Latrotoxin and its receptors: neurexins and CIRL/latrophilins”. Annu. Rev. Neurosci. 24: 933—62. PMID 11520923. doi:10.1146/annurev.neuro.24.1.933.
- Ushkaryov YA, Volynski KE, Ashton AC (2004). „The multiple actions of black widow spider toxins and their selective use in neurosecretion studies”. Toxicon. 43 (5): 527—42. PMID 15066411. doi:10.1016/j.toxicon.2004.02.008.
- Nagase T; Ishikawa K; Suyama M;  . (1999). „Prediction of the coding sequences of unidentified human genes. XII. The complete sequences of 100 new cDNA clones from brain which code for large proteins in vitro”. DNA Res. 5 (6): 355—64. PMID 10048485. doi:10.1093/dnares/5.6.355.
- Kreienkamp HJ; Zitzer H; Gundelfinger ED;  . (2000). „The calcium-independent receptor for alpha-latrotoxin from human and rodent brains interacts with members of the ProSAP/SSTRIP/Shank family of multidomain proteins”. J. Biol. Chem. 275 (42): 32387—90. PMID 10964907. doi:10.1074/jbc.C000490200.
- Strausberg RL; Feingold EA; Grouse LH;  . (2003). „Generation and initial analysis of more than 15,000 full-length human and mouse cDNA sequences”. Proc. Natl. Acad. Sci. U.S.A. 99 (26): 16899—903. PMC 139241 . PMID 12477932. doi:10.1073/pnas.242603899.
- Ota T; Suzuki Y; Nishikawa T;  . (2004). „Complete sequencing and characterization of 21,243 full-length human cDNAs”. Nat. Genet. 36 (1): 40—5. PMID 14702039. doi:10.1038/ng1285.
- Brill LM; Salomon AR; Ficarro SB;  . (2004). „Robust phosphoproteomic profiling of tyrosine phosphorylation sites from human T cells using immobilized metal affinity chromatography and tandem mass spectrometry”. Anal. Chem. 76 (10): 2763—72. PMID 15144186. doi:10.1021/ac035352d.
- Bjarnadóttir TK; Fredriksson R; Höglund PJ;  . (2005). „The human and mouse repertoire of the adhesion family of G-protein-coupled receptors”. Genomics. 84 (1): 23—33. PMID 15203201. doi:10.1016/j.ygeno.2003.12.004.
- Gerhard DS; Wagner L; Feingold EA;  . (2004). „The Status, Quality, and Expansion of the NIH Full-Length cDNA Project: The Mammalian Gene Collection (MGC)”. Genome Res. 14 (10B): 2121—7. PMC 528928 . PMID 15489334. doi:10.1101/gr.2596504.